# Lucas Arnold Ker
Lucar Arnold Ker (Buenos Aires, 12 de outubro de 1974) é um ex-tenista profissional argentino, especialista em duplas possui quinze tiutlos na carreira, seu melhor ranking de simples foi de N. 77, em duplas N. 21, representa a Equipe Argentina de Copa Davis.

## Honras
Duplas
- 1996 ATP de San Marino, San Marino com Pablo Albano
- 1999 ATP de Merano, Itália com Jaime Oncins
- 1999 ATP de San Marino, San Marino com Mariano Hood
- 1999 ATP de Mallorca, Espanha com Tomás Carbonell
- 1999 ATP de Bucareste, Roménia com Martín García
- 2000 ATP de Bogotá, Colômbia com Pablo Albano
- 2001 Movistar Open, Chile com Tomás Carbonell
- 2001 ATP de Buenos Aires, Argentina com Tomás Carbonell
- 2002 ATP de Palermo, Itália com Luis Lobo
- 2003 ATP de Valencia, Espanha com Mariano Hood
- 2003 ATP de Palermo, Itália com Mariano Hood
- 2004 ATP de Buenos Aires, Argentina com Mariano Hood
- 2004 ATP de Bucareste, Roménia com Mariano Hood
- 2004 ATP de Palermo, Itália com Mariano Hood
- 2005 ATP de Saikt Pölten, Áustria com Paul Hanley